# Genua (segel)

vanlig fock (grön) jämfört med Genua (blå).

Genua är ett försegel vars skothorn (bakre hörnet) går akter om (längre bak än) masten. En genuas yta är betydligt större än andra fockars.
Genuan är en uppfinning av den svenske seglaren Sven Salén, som vid en kappsegling i Genua 1927 drog fördel av en lucka i regelverket med ett kraftigt överlappande försegel.
I tävlingssammanhang har det sedan dykt upp flera specialvarianter såsom gennaker som är ett mellanting mellan ett försegel och undanvindssegel (spinnaker).